# Tour de France de 1980
O Tour de France 1980 foi a 67º Volta a França. A corrida foi composta por 22 etapas, no total mais de 3945,5 km, foram percorridos com uma média de 35,317 km/h.

## Equipes
| Equipes profissionais de ciclismo (13)- Renault-Gitane - TI-Raleigh-Creda - Puch-Sem-Campagnolo - Peugeot-Esso-Michelin - DAF Trucks-Lejeune - Splendor-Admiral - Marc-Carlos-V.R.D.-Woningbouw - Miko-Mercier-Vivagel - La Redoute-Motobécane - IJsboerke-Warncke Eis - Boston-IFI-Mavic - Teka - Kelme-Gios |
| |

## Etapas
| Etapa   | Data    | Percurso                              | type                       | Distância (km) | Vencedor               | Líder geral      |
| ------- | ------- | ------------------------------------- | -------------------------- | -------------- | ---------------------- | ---------------- |
| Prólogo | 26 jun. | Frankfurt am Main – Frankfurt am Main | prólogo                    | 7,6            | Bernard Hinault        | Bernard Hinault  |
| 1a      | 27 jun. | Frankfurt am Main – Wiesbaden         | etapa plana                | 133            | Jan Raas               | Bernard Hinault  |
| 1b      | 27 jun. | Wiesbaden – Frankfurt am Main         | contrarrelógio por equipes | 45,8           | TI-Raleigh-Creda       | Gerrie Knetemann |
| 2       | 28 jun. | Frankfurt am Main – Metz              | etapa plana                | 276            | Rudy Pevenage          | Yvon Bertin      |
| 3       | 29 jun. | Metz – Liège                          | etapa plana                | 282,5          | Henk Lubberding        | Rudy Pevenage    |
| 4       | 30 jun. | Spa-Francorchamps – Spa-Francorchamps | contrarrelógio individual  | 34,6           | Bernard Hinault        | Rudy Pevenage    |
| 5       | 1 jul.  | Liège – Lille                         | etapa plana                | 236,5          | Bernard Hinault        | Rudy Pevenage    |
| 6       | 2 jul.  | Lille – Compiègne                     | etapa plana                | 215,6          | Jean-Louis Gauthier    | Rudy Pevenage    |
| 7a      | 3 jul.  | Compiègne – Beauvais                  | contrarrelógio por equipes | 65             | TI-Raleigh-Creda       | Rudy Pevenage    |
| 7b      | 3 jul.  | Beauvais – Ruão                       | etapa plana                | 92             | Jan Raas               | Rudy Pevenage    |
| 8       | 4 jul.  | Flers – Saint-Malo                    | etapa plana                | 164,2          | Bert Oosterbosch       | Rudy Pevenage    |
| 9       | 6 jul.  | Saint-Malo – Nantes                   | etapa plana                | 205,3          | Jan Raas               | Rudy Pevenage    |
| 10      | 7 jul.  | Rochefort – Bordéus                   | etapa plana                | 163            | Cees Priem             | Rudy Pevenage    |
| 11      | 8 jul.  | Damazan – Laplume                     | contrarrelógio individual  | 51,8           | Joop Zoetemelk         | Bernard Hinault  |
| 12      | 9 jul.  | Agen – Pau                            | etapa plana                | 194,1          | Gerrie Knetemann       | Bernard Hinault  |
| 13      | 10 jul. | Pau – Bagnères-de-Luchon              | alta montanha              | 200,4          | Raymond Martin         | Joop Zoetemelk   |
| 14      | 11 jul. | Lézignan-Corbières – Montpellier      | etapa plana                | 189,5          | Ludo Peeters           | Joop Zoetemelk   |
| 15      | 12 jul. | Montpellier – Martigues               | etapa plana                | 160            | Bernard Vallet         | Joop Zoetemelk   |
| 16      | 13 jul. | Trets – Pra Loup                      | alta montanha              | 208,6          | Joseph Deschoenmaecker | Joop Zoetemelk   |
| 17      | 14 jul. | Serre Chevalier – Morzine             | alta montanha              | 242            | Mariano Martínez       | Joop Zoetemelk   |
| 18      | 16 jul. | Morzine                               | alta montanha              | 198,8          | Ludo Loos              | Joop Zoetemelk   |
| 19      | 17 jul. | Voreppe – Saint-Étienne               | média montanha             | 139,7          | Sean Kelly             | Joop Zoetemelk   |
| 20      | 18 jul. | Saint-Étienne – Saint-Étienne         | contrarrelógio individual  | 34,5           | Joop Zoetemelk         | Joop Zoetemelk   |
| 21      | 19 jul. | Auxerre – Fontenay-sous-Bois          | etapa plana                | 208            | Sean Kelly             | Joop Zoetemelk   |
| 22      | 20 jul. | Fontenay-sous-Bois – Paris            | etapa plana                | 186,1          | Pol Verschuere         | Joop Zoetemelk   |

## Resultados

### Classificação geral
| Pos | Nome                      | País          | Equipa           | Tempo        |
| --- | ------------------------- | ------------- | ---------------- | ------------ |
| 1   | Joop Zoetemelk            | Países Baixos | Ti-Raleigh       | 109h 19' 14" |
| 2   | Hennie Kuiper             | Países Baixos | Peugeot          | 6' 55"       |
| 3   | Raymond Martin            | França        | Miko-Mercier     | 7' 56"       |
| 4   | Johan de Muynck           | Bélgica       | Splendor-Admiral | 12' 24"      |
| 5   | Joaquim Agostinho         | Portugal      | Puch-Sem         | 15' 37"      |
| 6   | Christian Sezneč          | França        | Miko-Mercier     | 16' 16"      |
| 7   | Sven-Ake Nilsson          | Suécia        | Miko-Mercier     | 16' 33"      |
| 8   | Ludo Peeters              | Bélgica       | Ijsboerkei       | 20' 45"      |
| 9   | Pierro Bazzo              | França        | La Redoute       | 21' 03"      |
| 10  | Henk Lubberding           | Países Baixos | Ti-Raleigh       | 21' 10"      |
| 11  | Robert Alban              | França        |                  | 22' 41"      |
| 12  | Johan Van der Velde       | Países Baixos |                  | 25' 28"      |
| 13  | Claude Criquielion        | Bélgica       |                  | 27' 43"      |
| 14  | Jostein Willmann          | Noruega       |                  | 28' 04"      |
| 15  | Régis Ovion               | França        |                  | 29' 48"      |
| 16  | Lucien Van Impe           | Bélgica       |                  | 32' 55"      |
| 17  | Bernard Thevenet          | França        |                  | 32' 59"      |
| 18  | Ludo Loos                 | Bélgica       |                  | 36' 36"      |
| 19  | Jo Maas                   | Países Baixos |                  | 36' 44"      |
| 20  | Vicente Belda             | Espanha       |                  | 42' 42"      |
| 21  | Patrick Busolini          | França        |                  | 45' 35"      |
| 22  | Gery Verlinden            | Bélgica       |                  | 52' 17"      |
| 23  | Ferdinand Julien          | França        |                  | 52' 37"      |
| 24  | Ismael Lejarreta          | Espanha       |                  | 54' 05"      |
| 25  | Alberto Fernandez         | Espanha       |                  | 55' 17"      |
| 26  | Eddy Schepers             | Bélgica       |                  | 55' 32"      |
| 27  | Daniel Plummer            | Bélgica       |                  | 58' 46"      |
| 28  | Pascal Simon              | França        |                  | 58' 51"      |
| 29  | Sean Kelly                | Irlanda       |                  | 58' 54"      |
| 30  | René Martens              | Bélgica       |                  | 59' 06"      |
| 31  | Bernard Vallet            | França        |                  | 59' 11"      |
| 32  | Mariano Martinez          | França        |                  | 1h 01' 06"   |
| 33  | Jean-Luc Vandenbroucke    | Bélgica       |                  | 1h 01' 30"   |
| 34  | Patrick Bonnet            | França        |                  | 1h 01' 38"   |
| 35  | Pedro Torres              | Espanha       |                  | 1h 02' 25"   |
| 36  | Bert Oosterbosch          | Países Baixos |                  | 1h 02' 59"   |
| 37  | Klaus-Peter Thaler        | Alemanha      |                  | 1h 05' 03"   |
| 38  | Gerrie Knetemann          | Países Baixos |                  | 1h 06' 23"   |
| 39  | Guido Van Calster         | Países Baixos |                  | 1h 06' 46"   |
| 40  | Bernard Bourreau          | França        |                  | 1h 07' 11"   |
| 41  | Marco Chagas              | Portugal      |                  | 1h 07' 34"   |
| 42  | Rudy Pevenage             | Bélgica       |                  | 1h 08' 02"   |
| 43  | Patrick Friou             | França        |                  | 1h 09' 34"   |
| 44  | Christian Levavasseur     | França        |                  | 1h 11' 18"   |
| 45  | Didier Vanoverschelde     | França        |                  | 1h 11' 32"   |
| 46  | Hubert Linard             | França        |                  | 1h 11' 52"   |
| 47  | Ludo Delcroix             | Bélgica       |                  | 1h 16' 14"   |
| 48  | Jean-Raymond Toso         | França        |                  | 1h 19' 20"   |
| 49  | Graham Jones              | Reino Unido   |                  | 1h 20' 33"   |
| 50  | Jean-Louis Gauthier       | França        |                  | 1h 20' 58"   |
| 51  | Leo Van Vliet             | Países Baixos |                  | 1h 21' 38"   |
| 52  | Jos Borguet               | Bélgica       |                  | 1h 22' 02"   |
| 53  | Ferdi Van den Haute       | Países Baixos |                  | 1h 22' 25"   |
| 54  | José-Luis Mayoz           | Espanha       |                  | 1h 22' 41"   |
| 55  | Patrice Thevenard         | França        |                  | 1h 23' 47"   |
| 56  | Paul Wellens              | Bélgica       |                  | 1h 23' 53"   |
| 57  | Bernardo Alfonsel         | Espanha       |                  | 1h 25' 10"   |
| 58  | Alain Vigneron            | França        |                  | 1h 25' 23"   |
| 59  | Jacques Bossis            | França        |                  | 1h 25' 30"   |
| 60  | Joseph Jacobs             | Bélgica       |                  | 1h 25' 44"   |
| 61  | Didier Lebaud             | França        |                  | 1h 26' 44"   |
| 62  | Hans-Peter Jakst          | Alemanha      |                  | 1h 27' 59"   |
| 63  | Hendrik Devos             | Bélgica       |                  | 1h 28' 49"   |
| 64  | Marcel Laurens            | Bélgica       |                  | 1h 29' 36"   |
| 65  | Pol Verschuere            | Bélgica       |                  | 1h 30' 05"   |
| 66  | Jos Deschoenmaecker       | Bélgica       |                  | 1h 31' 03"   |
| 67  | Dirk Wayenberg            | Bélgica       |                  | 1h 31' 07"   |
| 68  | Ludwig Wijnants           | Bélgica       |                  | 1h 31' 09"   |
| 69  | Jan Jonkers               | Países Baixos |                  | 1h 32' 36"   |
| 70  | Pierre-Raymond Villemiane | França        |                  | 1h 32' 59"   |
| 71  | Patrick Perret            | França        |                  | 1h 38' 11"   |
| 72  | Jacques Michaud           | França        |                  | 1h 41' 36"   |
| 73  | Eric Van de Wiele         | Bélgica       |                  | 1h 41' 38"   |
| 74  | Jean Chassang             | França        |                  | 1h 44' 34"   |
| 75  | Frédéric Brun             | França        |                  | 1h 44' 51"   |
| 76  | Bernard Becaas            | França        |                  | 1h 45' 09"   |
| 77  | Joël Gallopin             | França        |                  | 1h 46' 12"   |
| 78  | Herman Beysens            | Bélgica       |                  | 1h 48' 19"   |
| 79  | Patrick Pevenage          | Bélgica       |                  | 1h 49' 54"   |
| 80  | Jorge Fortia              | Espanha       |                  | 1h 52' 22"   |
| 81  | Maurice Le Guilloux       | França        |                  | 1h 53' 09"   |
| 82  | William Tackaert          | Bélgica       |                  | 1h 57' 08"   |
| 83  | Jos Schipper              | Países Baixos |                  | 1h 59' 29"   |
| 84  | Roger Legeay              | França        |                  | 1h 59' 40"   |
| 85  | Gerhard Schonbacher       | Áustria       |                  | 2h 10' 52"   |